# Sidney Kidman
Sir Sidney Kidman (* 9. Mai 1857 in der Nähe von Adelaide; † 2. September 1935 ebenda) war ein australischer Self-made man.

## Leben
Kidman wuchs in der Nähe von Adelaide auf. Sein Vater verstarb, als er sechs Monate alt war. Im Alter von nur 13 Jahren kaufte er sich für £2 10s ein einäugiges Pferd und siedelte nach New South Wales um. In der Nähe von Broken Hill bekam er einen ersten Job an einer Pferdestation. Später machte er sich selbständig mit einer Mannschaft von Rindertreibern und eröffnete während des einsetzenden Kupferrausches in Cobar eine Metzgerei und ein Geschäft. Mit 21 Jahren erbte er von seinem Großvater £400 und kaufte sich Pferde und Rindvieh. Später kaufte er einen 1/14-Anteil an der „Broken Hill Proprietary Mine“, er bezahlte dies mit 10 Rindern zu je £4 und verkaufte später den Anteil zu £150. 1886 kaufte er die „Owen Springs Station“ und dehnte seine Geschäfte nach Queensland aus.  1899 gründete er die Firma „S. Kidman and Co“. In den Zeiten des Ersten Weltkrieges war er Millionär. Er und seine Frau unterstützen die australischen Streitkräfte. 1921 schenkte er seine Farm „Eringa“, in der Nähe von Kapunda, dem Staat, mit der Auflage dort eine Schule einzurichten. Kidman wurde dafür im selben Jahr zum Knight Bachelor geschlagen und führte fortan den Namenszusatz „Sir“. Sidney Kidman zog nach Adelaide und übergab die Geschäfte an seinen Sohn.
1885 heiratete er Isabel Brown Wright, aus der Ehe gingen drei Töchter und ein Sohn hervor. Kidman trug den Spitznamen „The Cattle King“.
Die Firma „S. Kidman and Co“ ist heute mit insgesamt 124.000 km² (entspricht der Fläche der beiden Alpenländer Österreich und Schweiz zusammen) der größte private Landbesitzer in Australien. Ihr gehört unter anderem die Anna Creek Station, eine der größten Rinderfarmen der Welt.